# Teorema de Brahmagupta
En geometría euclidiana, el teorema de Brahmagupta (llamado así en honor al matemático y célebre indio Brahmagupta) da una condición necesaria sobre la perpendicularidad  de las diagonales de un cuadrilátero cíclico (inscriptible en un círculo). 

y
implica

| Enunciado Si las diagonales de un cuadrilátero cíclico son perpendiculares, entonces toda recta perpendicular a un lado cualquiera del cuadrilátero y que pase por la intersección de las diagonales, divide al lado opuesto en dos partes iguales. |